# Colaphus apicalis
Colaphus apicalis é uma espécie de artrópode pertencente à família Chrysomelidae.